# Elecciones locales de Schleswig-Holstein de 2023
El 14 de mayo de 2023 se celebraron las elecciones locales en Schleswig-Holstein para los consejos municipales y distritales. Las propuestas electorales debían presentarse a más tardar el 20 de marzo de 2023 a las 18:00 horas (es decir, 55 dias antes de las elecciones).
Los nuevos representantes elegidos estarán en su cargo desde el 1 de junio de 2023 hasta el 31 de mayo de 2028, fecha en que se termina las legislaturas distritales y municipales.

## Resultados
| Partido | Partido                                               | Porcentaje (%) | Resultados previos (2018) (%) |
| ------- | ----------------------------------------------------- | -------------- | ----------------------------- |
|         | Unión Demócrata Cristiana (CDU)                       | 38,8           | 35,1                          |
|         | Partido Socialdemócrata de Alemania (SPD)             | 19,4           | 23,3                          |
|         | Alianza 90/Los Verdes (GRÜNE)                         | 17,7           | 16,5                          |
|         | Alternativa para Alemania (AfD)                       | 8,1            | 5,5                           |
|         | Partido Democrático Libre (FDP)                       | 6,8            | 6,7                           |
|         | Asociación de Votantes del Schleswig Meridional (SSW) | 4,4            | 2,3                           |
|         | La Izquierda (DIE LINKE)                              | 2,1            | 3,9                           |
|         | Otros                                                 | 7,7            | 6,6                           |

## Resultados por distrito

### Distritos

#### Dithmarschen[3]
| Partido | Partido                                   | Porcentaje | Escaños |
| ------- | ----------------------------------------- | ---------- | ------- |
|         | Unión Demócrata Cristiana (CDU)           | 38,5       | 21      |
|         | Partido Socialdemócrata de Alemania (SPD) | 17,2       | 9       |
|         | Partido Democrático Libre (FDP)           | 11,4       | 6       |
|         | Alternativa para Alemania (AfD)           | 10,7       | 6       |
|         | Alianza 90/Los Verdes (GRÜNE)             | 8,7        | 5       |
|         | La Izquierda (DIE LINKE)                  | 2,4        | 1       |
|         | Otros                                     | 10,9       | 6       |

#### Herzogtum Lauenburg[4]
| Partido | Partido                                   | Porcentaje | Escaños |
| ------- | ----------------------------------------- | ---------- | ------- |
|         | Unión Demócrata Cristiana (CDU)           | 35,5       | 23      |
|         | Partido Socialdemócrata de Alemania (SPD) | 20,6       | 13      |
|         | Alianza 90/Los Verdes (GRÜNE)             | 17,1       | 11      |
|         | Alternativa para Alemania (AfD)           | 9,7        | 6       |
|         | Partido Democrático Libre (FDP)           | 6,8        | 4       |
|         | La Izquierda (DIE LINKE)                  | 2,3        | 1       |
|         | Otros                                     | 8,1        | 5       |

#### Nordfriesland[5]
| Partido | Partido                                               | Porcentaje | Escaños |
| ------- | ----------------------------------------------------- | ---------- | ------- |
|         | Unión Demócrata Cristiana (CDU)                       | 33,6       | 22      |
|         | Partido Socialdemócrata de Alemania (SPD)             | 16,6       | 11      |
|         | Asociación de Votantes del Schleswig Meridional (SSW) | 14,7       | 9       |
|         | Alianza 90/Los Verdes (GRÜNE)                         | 12,7       | 8       |
|         | Alternativa para Alemania (AfD)                       | 6,3        | 4       |
|         | Partido Democrático Libre (FDP)                       | 4,6        | 3       |
|         | La Izquierda (DIE LINKE)                              | 1,2        | 1       |
|         | Otros                                                 | 10,4       | 7       |

#### Ostholstein[6]
| Partido | Partido                                   | Porcentaje | Escaños |
| ------- | ----------------------------------------- | ---------- | ------- |
|         | Unión Demócrata Cristiana (CDU)           | 38,1       | 25      |
|         | Partido Socialdemócrata de Alemania (SPD) | 20,6       | 13      |
|         | Alianza 90/Los Verdes (GRÜNE)             | 16,3       | 10      |
|         | Alternativa para Alemania (AfD)           | 8,8        | 6       |
|         | Partido Democrático Libre (FDP)           | 7,4        | 5       |
|         | Otros                                     | 8,9        | 6       |

#### Pinneberg[7]
| Partido | Partido                                               | Porcentaje | Escaños |
| ------- | ----------------------------------------------------- | ---------- | ------- |
|         | Unión Demócrata Cristiana (CDU)                       | 35,7       | 24      |
|         | Partido Socialdemócrata de Alemania (SPD)             | 20,9       | 14      |
|         | Alianza 90/Los Verdes (GRÜNE)                         | 20,8       | 14      |
|         | Alternativa para Alemania (AfD)                       | 9,0        | 6       |
|         | Partido Democrático Libre (FDP)                       | 8,8        | 6       |
|         | La Izquierda (DIE LINKE)                              | 2,7        | 2       |
|         | Asociación de Votantes del Schleswig Meridional (SSW) | 0,1        | 0       |
|         | Otros                                                 | 1,9        | 1       |

#### Plön[8]
| Partido | Partido                                   | Porcentaje | Escaños |
| ------- | ----------------------------------------- | ---------- | ------- |
|         | Unión Demócrata Cristiana (CDU)           | 33,3       | 21      |
|         | Partido Socialdemócrata de Alemania (SPD) | 19,8       | 12      |
|         | Alianza 90/Los Verdes (GRÜNE)             | 18,7       | 12      |
|         | Alternativa para Alemania (AfD)           | 7,8        | 5       |
|         | Partido Democrático Libre (FDP)           | 5,7        | 4       |
|         | La Izquierda (DIE LINKE)                  | 2,0        | 1       |
|         | Otros                                     | 12,8       | 4       |

#### Rendsburg-Eckernförde[9]
| Partido | Partido                                               | Porcentaje | Escaños |
| ------- | ----------------------------------------------------- | ---------- | ------- |
|         | Unión Demócrata Cristiana (CDU)                       | 36,5       | 23      |
|         | Partido Socialdemócrata de Alemania (SPD)             | 18,7       | 11      |
|         | Alianza 90/Los Verdes (GRÜNE)                         | 16,1       | 10      |
|         | Asociación de Votantes del Schleswig Meridional (SSW) | 9,2        | 5       |
|         | Alternativa para Alemania (AfD)                       | 7,4        | 5       |
|         | Partido Democrático Libre (FDP)                       | 5,5        | 3       |
|         | La Izquierda (DIE LINKE)                              | 1,4        | 1       |
|         | Otros                                                 | 5,1        | 4       |

#### Schleswig-Flensburg[10]
| Partido | Partido                                               | Porcentaje | Escaños |
| ------- | ----------------------------------------------------- | ---------- | ------- |
|         | Unión Demócrata Cristiana (CDU)                       | 34,6       | 24      |
|         | Asociación de Votantes del Schleswig Meridional (SSW) | 16,5       | 11      |
|         | Partido Socialdemócrata de Alemania (SPD)             | 16,2       | 11      |
|         | Alianza 90/Los Verdes (GRÜNE)                         | 14,6       | 10      |
|         | Alternativa para Alemania (AfD)                       | 7,0        | 5       |
|         | Partido Democrático Libre (FDP)                       | 4,8        | 3       |
|         | La Izquierda (DIE LINKE)                              | 1,5        | 1       |
|         | Otros                                                 | 4,7        | 2       |

#### Segeberg[11]
| Partido | Partido                                   | Porcentaje | Escaños |
| ------- | ----------------------------------------- | ---------- | ------- |
|         | Unión Demócrata Cristiana (CDU)           | 36,9       | 25      |
|         | Partido Socialdemócrata de Alemania (SPD) | 18,3       | 12      |
|         | Alianza 90/Los Verdes (GRÜNE)             | 16,8       | 11      |
|         | Alternativa para Alemania (AfD)           | 10,3       | 7       |
|         | Partido Democrático Libre (FDP)           | 8,5        | 6       |
|         | La Izquierda (DIE LINKE)                  | 2,1        | 1       |
|         | Otros                                     | 7,3        | 5       |

#### Steinburg[12]
| Partido | Partido                                   | Porcentaje | Escaños |
| ------- | ----------------------------------------- | ---------- | ------- |
|         | Unión Demócrata Cristiana (CDU)           | 40,5       | 23      |
|         | Partido Socialdemócrata de Alemania (SPD) | 18,4       | 10      |
|         | Alianza 90/Los Verdes (GRÜNE)             | 14,2       | 8       |
|         | Alternativa para Alemania (AfD)           | 10,6       | 6       |
|         | Partido Democrático Libre (FDP)           | 5,9        | 3       |
|         | Otros                                     | 10,3       | 5       |

#### Stormarn[13]
| Partido | Partido                                   | Porcentaje | Escaños |
| ------- | ----------------------------------------- | ---------- | ------- |
|         | Unión Demócrata Cristiana (CDU)           | 35,1       | 23      |
|         | Alianza 90/Los Verdes (GRÜNE)             | 20,0       | 13      |
|         | Partido Socialdemócrata de Alemania (SPD) | 19,9       | 13      |
|         | Partido Democrático Libre (FDP)           | 8,7        | 6       |
|         | Alternativa para Alemania (AfD)           | 8,4        | 5       |
|         | La Izquierda (DIE LINKE)                  | 2,1        | 1       |
|         | Otros                                     | 6,1        | 5       |

### Ciudades independientes

#### Flensburgo[14]
| Partido | Partido                                               | Porcentaje | Escaños |
| ------- | ----------------------------------------------------- | ---------- | ------- |
|         | Asociación de Votantes del Schleswig Meridional (SSW) | 24,8       | 11      |
|         | Alianza 90/Los Verdes (GRÜNE)                         | 23,6       | 10      |
|         | Unión Demócrata Cristiana (CDU)                       | 19,2       | 8       |
|         | Partido Socialdemócrata de Alemania (SPD)             | 13,5       | 6       |
|         | Partido Democrático Libre (FDP)                       | 5,7        | 2       |
|         | La Izquierda (DIE LINKE)                              | 4,1        | 2       |
|         | Otros                                                 | 9,1        | 5       |

#### Kiel[15]
| Partido | Partido                                               | Porcentaje | Escaños |
| ------- | ----------------------------------------------------- | ---------- | ------- |
|         | Alianza 90/Los Verdes (GRÜNE)                         | 27,1       | 14      |
|         | Unión Demócrata Cristiana (CDU)                       | 23,0       | 11      |
|         | Partido Socialdemócrata de Alemania (SPD)             | 22,0       | 11      |
|         | Asociación de Votantes del Schleswig Meridional (SSW) | 8,2        | 4       |
|         | Alternativa para Alemania (AfD)                       | 6,0        | 3       |
|         | La Izquierda (DIE LINKE)                              | 4,9        | 2       |
|         | Partido Democrático Libre (FDP)                       | 4,5        | 2       |
|         | Otros                                                 | 4,4        | 2       |

#### Lübeck[16]
| Partido | Partido                                   | Porcentaje | Escaños |
| ------- | ----------------------------------------- | ---------- | ------- |
|         | Unión Demócrata Cristiana (CDU)           | 23,9       | 12      |
|         | Partido Socialdemócrata de Alemania (SPD) | 23,0       | 11      |
|         | Alianza 90/Los Verdes (GRÜNE)             | 22,6       | 11      |
|         | Alternativa para Alemania (AfD)           | 8,6        | 4       |
|         | Partido Democrático Libre (FDP)           | 5,7        | 3       |
|         | La Izquierda (DIE LINKE)                  | 3,1        | 2       |
|         | Otros                                     | 13,2       | 6       |

#### Neumünster[17]
| Partido | Partido                                   | Porcentaje | Escaños |
| ------- | ----------------------------------------- | ---------- | ------- |
|         | Unión Demócrata Cristiana (CDU)           | 29,3       | 17      |
|         | Partido Socialdemócrata de Alemania (SPD) | 25,1       | 14      |
|         | Alianza 90/Los Verdes (GRÜNE)             | 12,7       | 7       |
|         | Partido Democrático Libre (FDP)           | 7,5        | 4       |
|         | Alternativa para Alemania (AfD)           | 4,7        | 3       |
|         | La Izquierda (DIE LINKE)                  | 2,5        | 1       |
|         | Otros                                     | 18,3       | 10      |

### Total de escaños en los distritos
| Partido | Partido                                               | Porcentaje | Escaños |
| ------- | ----------------------------------------------------- | ---------- | ------- |
|         | Unión Demócrata Cristiana (CDU)                       | 33,8       | 302     |
|         | Partido Socialdemócrata de Alemania (SPD)             | 19,4       | 171     |
|         | Alianza 90/Los Verdes (GRÜNE)                         | 17,7       | 154     |
|         | Alternativa para Alemania (AfD)                       | 8,1        | 71      |
|         | Partido Democrático Libre (FDP)                       | 6,8        | 63      |
|         | Asociación de Votantes del Schleswig Meridional (SSW) | 4,4        | 40      |
|         | La Izquierda (DIE LINKE)                              | 2,1        | 17      |
|         | Otros                                                 | 7,7        | 73      |